# 加坦吉
加坦吉（Ghatanji），是印度马哈拉施特拉邦Yavatmal县的一个城镇。总人口19347（2001年）。

## 人口
该地2001年总人口19347人，其中男性10150人，女性9197人；0—6岁人口2417人，其中男1325人，女1092人；识字率74.35%，其中男性为79.87%，女性为68.26%。